# Франс Тамайо
Франс Тама́йо Сола́рес (ісп. Franz Tamayo Solares; 28 лютого 1878, Ла-Пас, Болівія — 29 липня 1956, там же) — болівійський державний діяч, політик, дипломат, поет і письменник-публіцист; міністр закордонних справ Болівії (1931—1934). Ідеолог теорії індіанізма й критик іспанського впливу на культуру Болівії.
Відомий своїм красномовством; інтелектуал, філософ.

## З життєпису

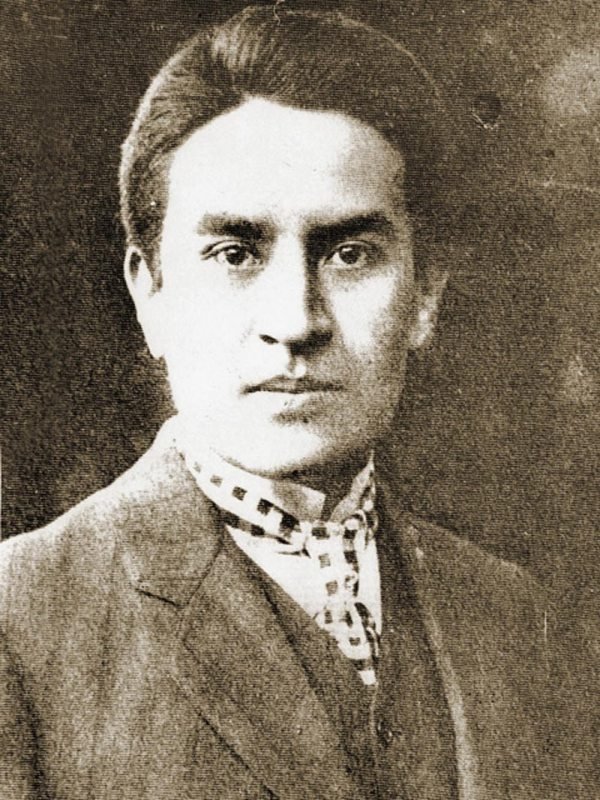
Ф. Тамайо в молодості

Метис за походженням. В його жилах текла кров іспанців і індіанців Аймара. Народився в заможній родині. Його батько був дипломатичним представником у Бразилії, а після громадянської війни 1899 року оселився зі своєю сім'єю в Європі.
У дитинстві багато подорожував із сім'єю по Європі, провів декілька місяців у Франції та Великій Британії, де й почали формуватися його літературні уподобання.
Тамайо повернувся в Болівію 1904 року, але в 1908 знову покинув країну й вирушив навчатись у Сорбонні й Лондоні. Здобув диплом юриста в Університеті Сан-Андрес.
У 1911 році був одним із засновників Болівійської радикальної партії. Пізніше підтримував Ліберальну партію Болівії, потім перейшов на бік опозиції, став членом Республіканської партії.
Автор освітніх трактатів, також практикував як адвокат, журналіст і дипломат.
За предиденства Даніеля Саламанки Урея в 1931 році був призначений міністром закордонних справ Болівії.
Беручи участь у президентських виборах 1934 року, фактично переміг у них, однак результати виборів анулювали лідери воєнного заколоту, які змістили в силовий спосіб Д. Саламанку Урея з посади президента.

## З доробку
Расові поняття Форанса Тамайо вплинули і продовжують впливати на болівійську суспільну думку й культурне життя країни. У книзі «Створення національної педагогіки» (Creación de la pedagogía nacional, 1910) висунув тезу про індіанське населення, як основу болівійської нації.
Мав визначний вплив на розвиток націоналістичного руху Болівії, що підготувало революцію 1952 року.
Автор збірок віршів «Оди» (Odas, 1898), «Нові рубаї» (Los nuevos rubayat, 1927), «Скерцо» (Scherzos, 1932).

## Пам'ять
- Його ім'ям названа одна з провінцій департаменту Ла-Пас — Франс-Тамайо;
- Ім'я діяча носить приватний Університет Франса Тамайо в Ла-Пасі;
- На честь Ф. Тамайо названо культурний центр у столиці країни місті Ла-Паіе;
- Зображення Франса Тамайо містить банкнота Болівії 1986 року номіналом 200 болівіано[5]